# 艾哈迈达巴德兵站
艾哈迈达巴德兵站（Ahmedabad Cantonment），是印度古吉拉特邦艾哈迈达巴德县的一个城镇。总人口14713（2001年）。

## 人口
该地2001年总人口14713人，其中男性8835人，女性5878人；0—6岁人口1716人，其中男929人，女787人；识字率80.72%，其中男性为86.90%，女性为71.44%。